# Flor do Sertão
Flor do Sertão es un municipio brasileño del estado de Santa Catarina. Tiene una población estimada al 2022 de 1 783 habitantes. Pertenece a la Región metropolitana del Extremo Oeste.

## Historia
La denominación Flor do Sertão (Flor del Sertón), conforme los moradores más antiguos, fue por causa de un árbol de flores amarillas encontrado en medio de la vegetación a inicios de la colonización, el cual se tornó símbolo del Municipio. 
En 1952 se establecieron en la localidad los primeros colonos, familias provenientes de Río Grande del Sur de origen italiano y portugués. En 1961, la localidad fue elevada a distrito de Maravilha. Su emancipación fue el 29 de septiembre de 1995.